# Оксамитовий сезон (фільм)
«Оксамитовий сезон» (рос. «Бархатный сезон») — радянський художній фільм режисера Володимира Павловича, знятий в 1978 році.

## Сюжет
Дія фільму відбувається восени 1938 року. Бійці іспанської інтернаціональної бригади, які покинули Іспанію, вирішують допомогти представнику Червоного хреста переправити на безпечний острів Корсику дітей противників генерала Франко. Морський вокзал знаходиться в містечку на кордоні Франції та Іспанії, де одночасно проходить кілька важливих для міста подій: велогонка на приз узбережжя і підготовка до страти фашистського лідера Жоржа Гріньє. Однак у той момент, коли всі, хто від'їжджає, збираються на вокзалі і готуються до відплиття на кораблі, вокзал захоплюють пособники фашистів і вимагають, щоб їхнього лідера Гріньє звільнили, інакше будуть вбиті заручники, в тому числі 12 іспанських дітей. Перед владою міста стоїть вибір: або потурати злочинцям і видати їхнього лідера, або штурмувати вокзал. В результаті дати відсіч загарбникам змогли тільки росіянин Шухов, француз Анрі і американка Ліз, які опинилися на цьому вокзалі. Внаслідок стрілянини, що розпочалася, Анрі гине, Ліз поранили, а влада ухвалює рішення відпустити лідера фашистів. Гріньє після звільнення вимовляє запальну промову на площі міста, після чого разом з пораненою Ліз і її батьком як заручники відбувають в аеропорт і відлітають. Коли до приземлення в Німеччині залишається кілька хвилин, американка розстрілює з пістолета пілота літака, після чого літак вибухає. Діти після звільнення благополучно сіли на пароплав і були доставлені на Корсику.

## У ролях
- Юозас Будрайтіс —  Ніколас, Микола Шухов  (озвучування —  Микола Губенко)
- Тетяна Сидоренко —  Марі
- Валентина Ігнатьєва —  Ліз Бредвері  (озвучування —  Галина Польських, вокал — Валентина Ігнатьєва)
- Сергій Бондарчук —  містер Річард Бредвері
- Ірина Скобцева —  місіс Бредвері
- Олена Бондарчук —  Бетті, молодша дочка Річарда Бредвері
- Олександр Лазарєв (старший) —  Анрі Ламер
- Інокентій Смоктуновський —  комісар
- Микола Крючков —  Бур, капітан теплохода
- Юрій Яковлєв —  де Брашен
- Альгімантас Масюліс —  Бернард
- Віктор Сергачов —  Жорж Гріньє
- Олександр Вокач —  мер міста
- Ігор Васильєв —  Парадьє
- Лев Поляков —  Франсуа, помічник Ніколаса
- Віктор Філіппов —  помічник Ніколаса
- Інна Ульянова —  дружина Жоржа
- Виконавці танцювально-музичних номерів: Лариса Шутова, В. Манохін, С. Муришева,  Лариса Доліна, А. Райта.

## Знімальна група
- Режисер: Володимир Павлович
- Сценаристи: Григорій Горін, Володимир Павлович
- Оператор: Анатолій Кузнецов
- Композитор: Мурад Кажлаєв
- Художник: Георгій Турильов